# Кліфф Нільсен
Кліфф Нільсен (англ. Cliff Nielsen) — американський книжковий ілюстратор і художник коміксів. 
Internet Speculative Fiction Database приписує йому обкладинки для приблизно 500 обкладинок книг і журналів, опублікованих з 1994 року. Нільсен є відомим за його роботу над такими проектами, як «Зоряні війни», «Цілком таємно», «Хроніки Нарнії», серед багатьох проектів, включаючи рекламні кампанії, дизайни та журнали. Його ілюстрації були визнані за їх досконалість Товариством ілюстраторів, Print і Spectrum серед інших. Тематичні статті, присвячені його роботі, з'являються в дизайнерських виданнях і журналах-фанзинах. Нільсен був міжнародним доповідачем із цифрового мистецтва та працював суддею Товариства ілюстраторів та різноманітні програми нагородження професійної ілюстрації. Він живе в Лос-Анджелесі, Каліфорнія.
У 1995 році команда чоловіка та дружини Кліффа та Терези Нільсен (після розлучення) співпрацювала над Ruins, мінісеріалом Marvel Comics (два випуски).

## Доробок
Твори Нільсена в основному створюються цифровим способом. Він проілюстрував обкладинки кількох книг, зокрема:
- Хранитель
- Хроніки Нарнії[3]
- Зоряні війни[3]
- Зоряний шлях[3]
- Зморшки в часі[3]
- Серіал Темна вежа
- Знаряддя смерті
- Пекельні пристрої
- Академія Шадовгантер
- Цирк Дю Фрік
- Спадкоємець
- Учень рейнджера
- Трилогія «Спадок».
- Серія Прокляття тигра
- Кров і шоколад
- Демон на мій погляд
- Опівнічний Хижак
- Королівська вулиця[3]
- Серія Кієша'ра
- Хроніки фей
- Баффі, фея вампіра
- Джейн Йеллоурок
- Зворушливий духовий ведмідь
- Останні години

Він також проілюстрував деякі комікси, такі як комікс Marvel Руїни.
Крім того, він був відомий тим, що працював у журналі Carpe Noctem, брав інтерв'ю, а також створив кілька обкладинок. Наразі він розробляє/пише графічний роман, відомий як Beloved, але поки що він був показаний лише на Комік-кон. Nielsen також проілюстрував картки для колекційної карткової гри magic: The Gathering.